# 歐哈島
26°20′24″N 126°50′23″E / 26.34000°N 126.83972°E
歐哈島，又名東奧武，是沖繩縣島尻郡久米島町所屬的一個島嶼。
歐哈島位於奧武島東部400公尺位置，面積0.37平方公里，周長2.7公里。島的東側為はての浜，是一個長達7公里的細長的沙洲，為著名觀光景點。
歐哈島與鄰近的奧武島沒有橋樑連接，只能從久米島坐船前往。但是退潮的時候與奧武島之間連接的沙洲露出水面，可以從奧武島步行十分鐘到達。

## 腳註
1. ↑  音譯，無漢字名稱。